# Salles-sur-Mer
Salles-sur-Mer település Franciaországban, Charente-Maritime megyében. Lakosainak száma 2427 fő (2022. január 1.). Salles-sur-Mer Angoulins, Châtelaillon-Plage, Croix-Chapeau, La Jarne, La Jarrie, Saint-Vivien és Thairé községekkel határos.

## Népesség
A település népessége az elmúlt években az alábbi módon változott:
| Lakosok száma | 647  | 1369 | 1441 | 1997 | 2052 | 2092 | 2153 | 2263 | 2324 | 2427 |
|               | 1968 | 1982 | 1990 | 2006 | 2013 | 2015 | 2017 | 2019 | 2020 | 2022 |